# 1166
1166 (MCLXVI) fue un año común comenzado en sábado del calendario juliano.

## Acontecimientos
- El rey Alfonso II de Aragón hereda el Condado de Provenza, que gobernó hasta 1173 con el título de marqués.

## Nacimientos
- 24 de diciembre - Juan I de Inglaterra, rey.

## Fallecimientos
- Ramón Berenguer III de Provenza, conde de Provenza.
- 7 de mayo - Guillermo I de Sicilia